# Rammelstrook

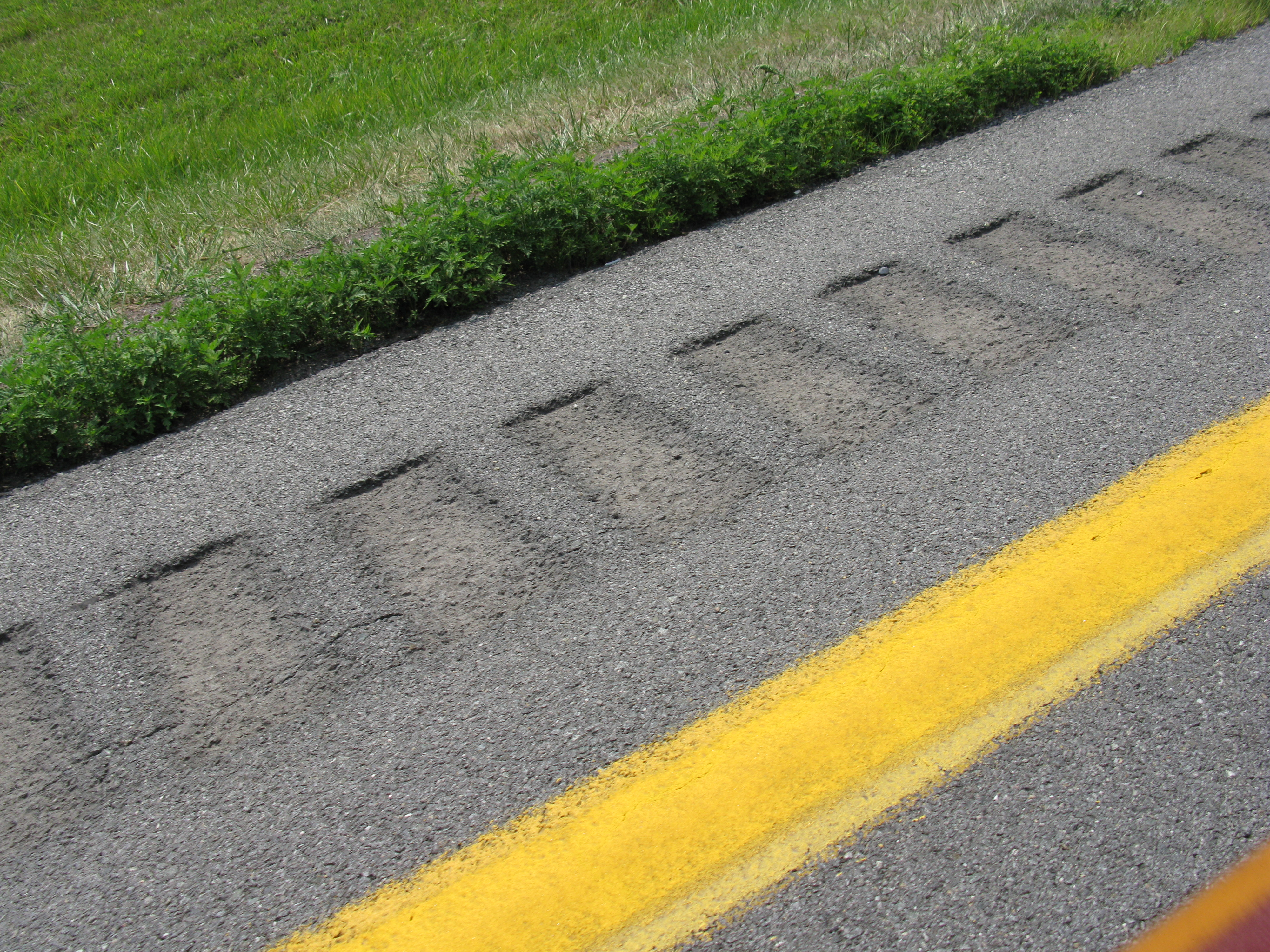
Een rammelstrook aan de rand van het asfalt in Warfordsburg, Pennsylvania, Verenigde Staten.

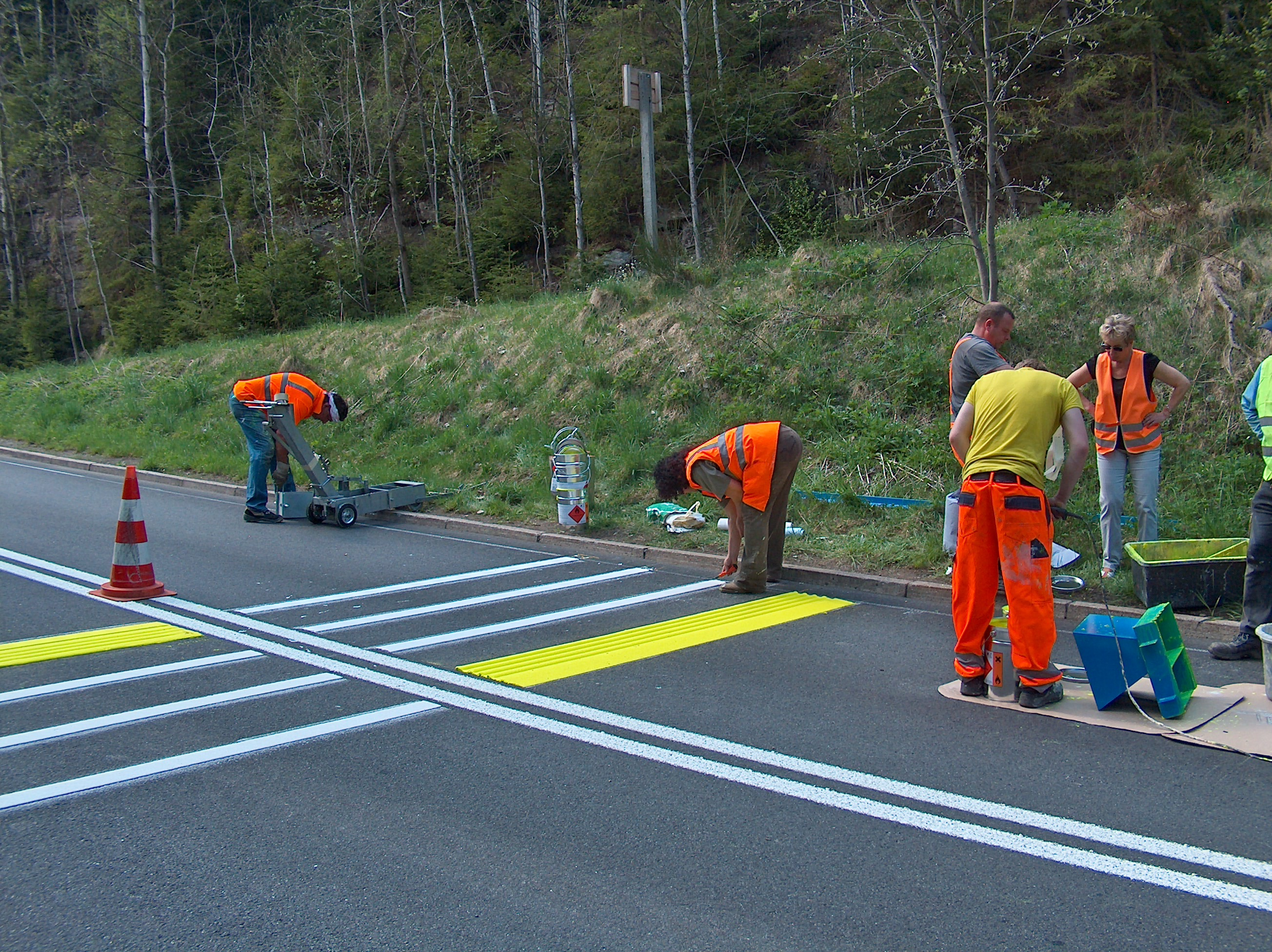
Rammelstrook loodrecht op de rijrichting bij Wurzen in Duitsland

Een rammelstrook of ribbelstrook (Engels: rumble strip) is een verkeersmaatregel bestaande uit een strook met ribbels op de weg. De ribbels kunnen een verkeersremmende functie hebben, of dienen als waarschuwing voor automobilisten.

## Rammelstroken als waarschuwing
Rammelstroken geven een duidelijk voelbaar effect wanneer de automobilist ze passeert. Dit geeft daarmee op gevaarlijke plekken een extra attentiesignaal, naast borden of wegmarkering.
Rammelstroken dwars op de rijrichting kunnen worden gebruikt wanneer de bestuurder een gevaarlijk punt nadert. Naast vaste rammelstroken zijn er ook de zogeheten andreasstrips die in Nederland worden gebruikt als laatste waarschuwing voor een pijlwagen bij afsluiting van een wegvak.
Rammelstroken kunnen zich ook in de rijrichting bevinden, aan de zijkanten van het wegdek of op de middenlijn. Als een automobilist een rammelstrook overschrijdt, veroorzaakt dat trillingen en/of geluid waardoor de mogelijk onoplettende bestuurder (bijvoorbeeld een slaaprijder) geattendeerd wordt op het verlaten van de rijbaan. Als een rammelstrook is verwerkt in de wegmarkering, spreekt men van een geprofileerde wegmarkering.

### Geschiedenis
Rammelstroken als waarschuwing voor de automobilist werden voor het eerst toegepast in 1952 op de Garden State Parkway in de Verenigde Staten. In Nederland worden ze sinds de jaren negentig incidenteel toegepast. In de provincie Flevoland worden ze sinds circa 2010 structureler toegepast.

### Effect
Volgens een onderzoek van de Amerikaanse overheid werd op eenbaanswegen buiten de bebouwde kom het aantal bermongevallen met 15%  verminderd en het aantal bermongevallen met doden en gewonden met 29%. In Duitsland daalde het aantal ongevallen door voertuigen die van de weg raken met 43% na de aanleg van rammelstroken.

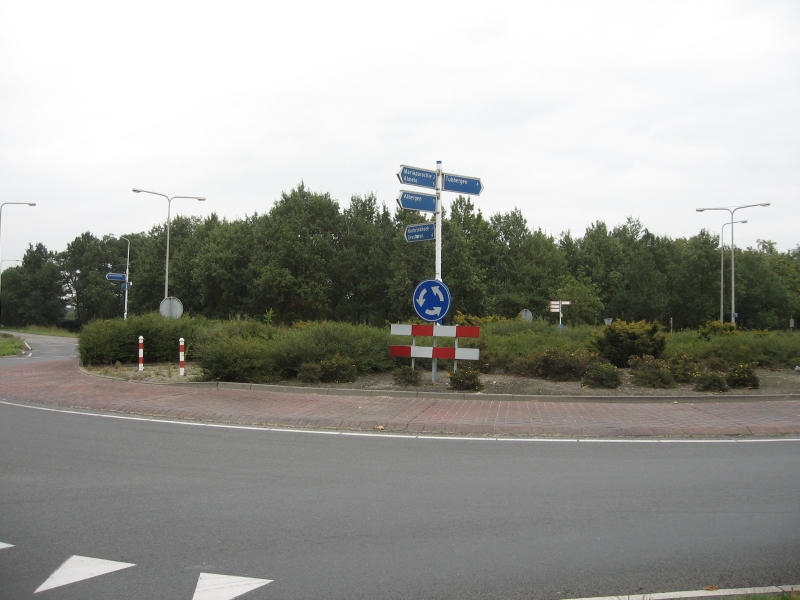
Rotonde met rammelstrook: de rode klinkerachtige verharding aan de binnenzijde van de rijbaan

## Als verkeersremmer
Rammelstroken kunnen worden ingezet als verkeersremmer met een vergelijkbaar doel als de verkeersdrempel.
Vanaf 1998 werden in België rammelstroken toegepast als 'pelotonremmers' op de jaagpaden langs de Dender, Durme en Schelde, om de daar passerende wielrenners ('wielerterroristen') in toom te houden, en om aldus de zwakste jaagpadgebruikers ( voetgangers, joggers, gewone fietsers, senioren, kinderen,...) te beschermen. De hoogte van de aangebrachte ribbels varieert doorgaans tussen 1 cm en 5 cm.

### Bij rotondes
Veel toegepast worden rammelstroken bij (kleinere) rotondes. Deze brede, vaak verhoogde of hellende strook aan de binnenkant van de rotonde stelt lange vrachtwagens in staat de rotonde op lage snelheid te passeren, maar maakt het onaantrekkelijk voor bestuurders van personenauto's om de rotonde op hoge snelheid af te snijden.